# Labus suboscurus
Labus suboscurus är en stekelart som beskrevs av Giordani Soika. Labus suboscurus ingår i släktet Labus och familjen Eumenidae. Inga underarter finns listade i Catalogue of Life.